# Schadrac Football Club
Maillots
Le Schadrac FC est un club ivoirien de football basé à Maféré.

## Palmarès
- D3
  - Vice-Champion : 2013-14